# Phthanoconis burmitica
Phthanoconis burmitica (лат.) — ископаемый вид сетчатокрылых насекомых из семейства пыльнокрылые (Coniopterygidae). Обнаружены в нижнемеловых (альбский ярус) бирманских янтарях Азии (Мьянма).
Вид был впервые описан в 2004 году американскими палеоэнтомологами Майклом Энджелом (Engel M.).
Вместе с другими ископаемыми видами сетчатокрылых насекомых, такими как Gallosemidalis eocenica, Spinoberotha mickaelacrai, Alloberotha petrulevicii, Chimerhachiberotha acrasarii, Oisea celinea, Alboconis cretacica, Eorhachiberotha burmitica, Glaesoconis baliopteryx, Retinoberotha stuermeri, Paraberotha acra являются одними из древнейших представителей Neuroptera, что было показано в 2007 году американскими энтомологами Майклом Энджелом (Engel M.) и Дэвидом Гримальди (Grimaldi D. A.).